# Cascada lui Kemble

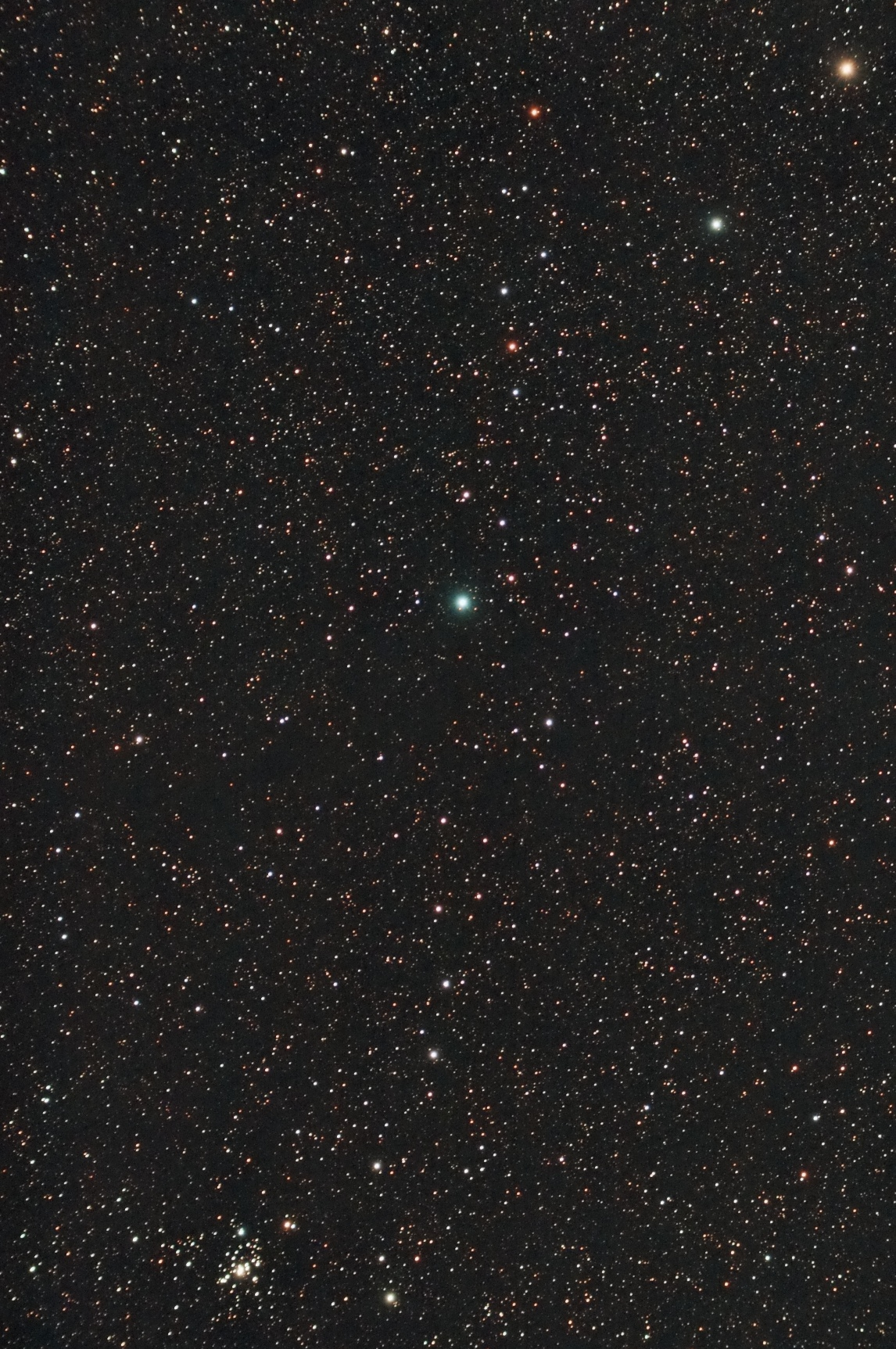
Imagine de amator a Cascadei lui Kemble. Roiul deschis NGC 1502 apare, în extremitatea cascadei, în josul imaginii.

Cascada lui Kemble este un asterism situat în constelația boreală a Girafei, observabil cu un binoclu simplu. Este format prin alinierea a circa douăzeci de stele, cu magnitudini cuprinse între cinci până la zece, și care se dezvăluie pe cerul nocturn pe un diametru aparent echivalent cu cinci luni pline. Steaua sa cea mai strălucitoare, HD 24479 (cunoscută și ca HR 1204 sau H Camelopardalis), este de magnitudine 5. În apropiere de una din extremități se află roiul deschis, relativ compact, NGC 1502.

## Descoperire și denumire
Acest obiect astronomic a fost denumit de astronomul Walter Scott Houston în onoarea părintelui Lucian Kemble (1922–1999), un călugăr franciscan și astronom amator, care i-a scris o scrisoare lui Houston despre asterism, descriindu-l ca o « frumoasă cascadă de stele slabe care se prăvălesc din nord-vest până la roiul deschis NGC 1502 ». Îl descoperise măturând cerul nocturn cu un binoclu 7x35. Houston a fost atât de impresionat de asterism încât a redactat un articol care a apărut în secțiunea sa Deep Sky Wonders a revistei de astronomie de amatori Sky & Telescope, în 1980, în care l-a denumit « cascada lui Kemble » (în engleză, în original: Kemble's Cascade).
Asterismul a fost înscris și în Millennium Star Atlas sub acest nume.
Numele părintelui Lucian Kemble este asociat cu încă două alte asterisme, Kemble 2 (care este un asterism din constelația Dragonul, asemănător unei versiuni în miniatură a lui W din Cassiopeia) și Zmeul lui Kemble (în original, în engleză: Kemble's Kite). Un asteroid, 78431 Kemble, a fost și el denumit în onoarea sa.